# Geschichte der Stadt Pirmasens

Wappen der Stadt Pirmasens

Die Geschichte der Stadt Pirmasens beschreibt die Entwicklung einer kleinen Siedlung am Westrand des Pfälzerwaldes zu einer Garnisonsstadt und einem Zentrum der deutschen Schuhindustrie. Als Siedlungsursprung gilt das Gebiet um den Wedebrunnen in Pirmasens. Der Name der Stadt geht auf den heiligen Pirminius zurück, der 742 ein Kloster im nahen Hornbach gründete, als dessen Waldmark die Siedlung auf dem Gebiet des heutigen Pirmasens um 750 angelegt wurde. Landgraf Ludwig IX. erweiterte das kleine Dorf im 18. Jahrhundert durch Aufbau einer Garnison zu einer Stadt. Im 19. Jahrhundert begann die „Ära der Schuhindustrie“, die bis zum Ende der 1970er Jahre andauerte.

## Erste Besiedlung

### Bronzezeitliche und keltische Besiedlung
Die ältesten Besiedlungsspuren in Pirmasens sind ein 1930 zwischen Erlenbrunn und dem Kettrichhof entdecktes Feld aus zehn Grabhügeln. Der Heimatforscher Oskar Schäfer öffnete bei Grabungen vier der Hügel. Darin fanden sich Skelett-, Stein- sowie Brandgräber, die neben Skeletten oder Knochenresten auch Schmuck und Waffen verschiedener Epochen enthielten. Die ältesten Funde wurden auf die Frühe Bronzezeit (2000–1900 v. Chr.), andere der Hallstatt- (700–550 v. Chr.) sowie der La-Tène-Zeit (5.–1. Jahrhundert v. Chr.) zugeordnet. Die Funde wurden dem Heimatmuseum in Pirmasens übergeben, die restlichen Grabhügel blieben ungeöffnet.
Keltische Spuren finden sich in der Nähe der heutigen Ortsteile Gersbach und Windsberg. Sie wurden 1830 entdeckt und enthalten nach damaliger Deutung auch Reste von Opferstätten, die dem ursprünglich keltischen, später von den Römern übernommenen Waldgott Vosegus (auch Vosagus, Vosacius), Namensgeber für die Vogesen (Vosges) und den Wasgau, geweiht waren. Die Fundstelle ist etwa drei Kilometer vom historischen Siedlungsursprung Wedebrunnen entfernt.

### Pirminius und das Kloster Hornbach

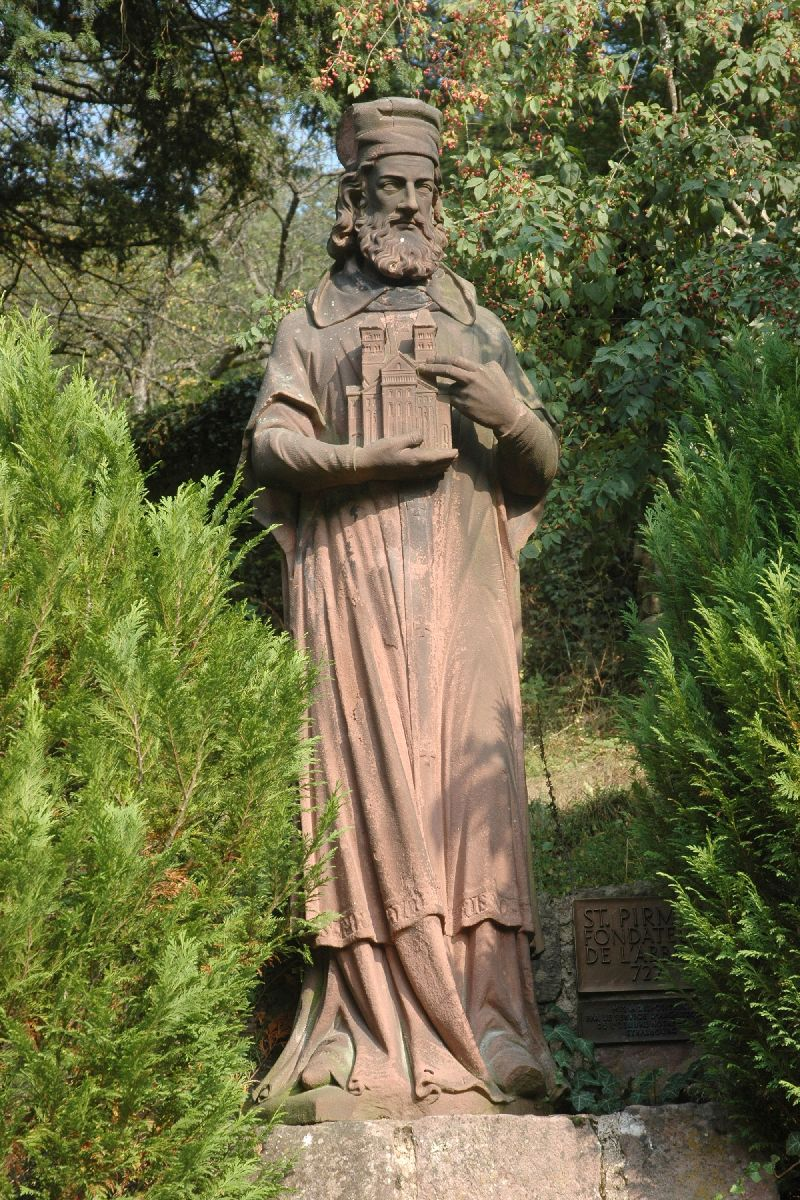
Standbild des Heiligen Pirminius beim Kloster Murbach

Namenspatron von Pirmasens ist der Heilige Pirminius, der um 741 sein letztes Kloster in Hornbach gründete, 753 dort starb und in der Klosterkirche beigesetzt wurde. In dieser Zeit wurde ihm vom Widonen-Graf Warnharius die sehr waldreiche Hornbacher Waldmark übereignet. Sie umfasste ein Landgebiet mit den später entstandenen Siedlungen Pirmasens, Ruhbank, Simten, Winzeln, Gersbach, Fehrbach, dem untergegangenen Dorf Hunscheid auf der Husterhöhe, dem auf dem linken Ufer der Rodalb gelegenen Teil des Dorfes Münchweiler, Ruppertsweiler und dem untergegangenen Dorf Gutenbach nordwestlich von Lemberg, dessen Bann mit dem von Lemberg vereinigt wurde. Die Ausdehnung der Waldmark entsprach somit in etwa dem heutigen Stadtgebiet von Pirmasens.
Das Kloster Hornbach trieb die Besiedlung voran, und die Mönche gründeten etwa 820 einen Klosterhof in der Nähe des späteren Wedebrunnens. Die älteste bekannte Erwähnung der Siedlung in der Waldmark als Pirminiseusna stammt aus der älteren Pirminsvita und wird auf die Zeit um 860 datiert (erhalten ist eine Kopie aus dem 10. Jahrhundert). Sprachgeschichtlich liegt im Namen ein Kompositum vor: Das Bestimmungswort ist der Heiligenname Pirminius, das Grundwort ist althochdeutsch *einasna ‘Einzelanwesen’. Die ursprüngliche Bedeutung des Ortsnamens ist damit ‘Einsiedelei des Heiligen Pirminius’. Die jüngere Pirminsvita nennt um 1000 als Namen der Siedlung Pirminishusna, was ‘bei den Häusern des Pirminius’ bedeutet. Die infolge sprachlicher Entwicklungen eintretende starke Veränderung des Ortsnamens im Hochmittelalter hat ihn zunehmend undurchsichtig gemacht, was zu einer spekulativen, namenkundlich falschen Anlehnung an einen „Bermann“ geführt hat.
Bei der um 820 erwähnten Örtlichkeit handelte es sich womöglich um eine einsame Waldsiedlung, in der das klösterliche Vieh, vorwiegend Schweine, gehalten wurde. Inmitten der kleinen Ansiedlung entstand eine erste Kapelle oder kleine Kirche, die später mit einem größeren Gebäude überbaut wurde.
Die Siedlung war an die schon lange existierende Salzstraße angebunden.

### Übergang zu Speyer und zweite Kirche
Die Schutzfunktion über das Kloster Hornbach, die auch als Vogtei bezeichnet werden kann, lag zunächst in den Händen des Bischofs von Metz. 1100 wurde Hornbach Eigenkloster des Bistums Speyer. Im Jahr 1150 erhielt das Dorf Pirmasens eine zweite, größere, gotische Kirche St. Juliana, die im Dorfzentrum etwas erhöht erbaut wurde und die zwischen dem Wedebrunnen und der Pirminiusstraße stehende erste Kirche aus der Zeit der Dorfgründung ersetzte. Als Namensgeber des wahrscheinlich als Eigenkirche entstandenen Gotteshauses diente die Heilige Juliana von Nikomedia (285–304).

## Grafschaft Saarbrücken

### Die Anfänge
Das Dorf kam mit dem Kloster Hornbach wohl zu Beginn des 12. Jahrhunderts unter die Vogtei der Grafen von Saarbrücken. Von 1182 bis 1190 wurde die Grafschaft Saarbrücken zwischen den beiden gräflichen Brüdern Simon und Heinrich geteilt. Simon erhielt den westlichen Teil, der weiterhin Grafschaft Saarbrücken genannt wurde, Heinrich alle Ländereien östlich der Blies und damit auch die Hornbacher Waldmark sowie die Lothringer Lehen, die neue Grafschaft Zweibrücken. Er ließ sich in Zweibrücken ein Wasserschloss erbauen und nannte sich fortan Graf Heinrich von Zweibrücken. Ihm wurde auch die Vogtei über das Kloster Hornbach zugesprochen, womit Pirmasens zur Grafschaft Zweibrücken gehörte.
Aus einer Urkunde des Jahres 1202 geht hervor, dass das Dorf Pirmasens ein Pfarrort mit Kirche und eigenem Pfarrer, allerdings abhängig vom Kloster Hornbach war. Die Kirche war Mittelpunkt der Seelsorge und des Gottesdienstes für die Gläubigen aus den umliegenden Dörfern, Gehöften und Mühlen. 1225 wurde ein Siechenhaus bei der Kirche St. Juliana errichtet. Im selben Jahr bestätigte der Bischof Johann von Metz die Übertragung der Pfarrverwaltung von Pirmasens an das Kloster Hornbach. Damit mussten alle Einkünfte der Pfarrei zur Errichtung und Unterhaltung der Krankenversorgung an das Kloster abgeführt werden.

### Unter Zweibrücken-Bitsch
Dem Grafen Heinrich I. folgte um 1237 sein Sohn Graf Heinrich II. nach. Die Söhne des letzteren, Eberhard I. und Walram I., übernahmen zunächst gemeinsam die Regierung der Grafschaft, entschlossen sich aber nach 1286, sie zu teilen. Eberhard erhielt 1295 mit dem Amt Lemberg den „niederen“ Teil von Birmesessen (Pirmasens), Walram bekam zu dem Amt Zweibrücken den „oberen“ Teil. Die Teilung bezog sich in erster Linie auf die Einkünfte, die Gerichtsbarkeit blieb verbunden. Die Untertanen hatten wie bisher das Recht des freien Zugs.
Pirmasens lag in der Folge im Amt Lemberg der Grafschaft Zweibrücken-Bitsch und dort in der gleichnamigen Amtsschultheißerei Pirmasens. Verwaltung und Rechtsprechung nahm ein vom Landesherrn eingesetzter Amtsschultheiß wahr.
1297 vertauschte Graf Eberhard I. einige Ortschaften an Herzog Friedrich III. von Lothringen und erhielt von diesem im Gegenzug die Burg und die Herrschaft Bitsch zu Lehen. Er begründete damit die Linie der Grafen von Zweibrücken-Bitsch.
Die Kirche in Pirmasens war zwischen 1322 und 1326/1327 abgebrannt und sollte wieder aufgebaut werden. Strittig war zwischen dem Kloster und den Einwohnern von Pirmasens, wer die Kosten dafür tragen sollte. Die Witwe von Eberhard, der 1321 verstorben war, Agnes von Zweibrücken, schlichtete gemeinsam mit dem Erzpriester Gerhard von Hornbach 1327 den Streit: Der Abt hatte 24 Pfund Heller zum Bau beizusteuern und das erforderliche Bauholz zu stellen. Die Bauern aber sollten dieses Bauholz selbst aus dem Wald abfahren. Die neue Kirche wurde am Ort der heutigen Lutherkirche errichtet. Seit 1360/1361 war die Pfarrei unabhängig vom Kloster Hornbach, das aber immer noch einen Klosterhof in der Ortschaft unterhielt.
Wird der Ort 1369 noch als „Birmesense“ erwähnt, tauchen zwischen 1468 und 1490 verschiedene Quellen mit der Schreibweise „Pirmeseß“ und „Pirmansens“ auf. Die Waldgegend um den Ort wird 1489 erstmals als „große Waldmark Hornbachs“ und „St. Pirminsland“ bezeichnet.

## Grafschaft Hanau-Lichtenberg

### Der Übergang
1560 heiratete die einzige Tochter des Grafen Jakob von Zweibrücken-Bitsch (* 1510; † 1570), des letzten männlichen Mitglieds der Familie der Grafen von Zweibrücken-Bitsch, den (Erb-)Grafen Philipp V. von Hanau-Lichtenberg. Als Graf Jakob 1570 starb, beanspruchte Philipp V. das Amt Lemberg und die Herrschaft Bitsch als sein rechtmäßiges Erbe. Graf Philipp I. von Leiningen-Westerburg machte ihm diese Erbschaft streitig, da er mit Amalia, der Nichte Graf Jakobs, verheiratet war. Herzog Karl von Lothringen belehnte sowohl Philipp I. von Leiningen-Westerburg sowie auch Philipp V. von Hanau-Lichtenberg mit der Herrschaft Bitsch.
Der Vater von Graf Philipp V. von Hanau-Lichtenberg, Graf Philipp IV., führte sofort das lutherische Bekenntnis in den ererbten Gebieten ein. Pirmasens und seine römisch-katholische Kirche wurden 1575 unter Pfarrer Frölig protestantisch. Das gab dem streng römisch-katholischen Herzog Karl III. Gelegenheit, militärisch zu intervenieren, da dieser die Lehnshoheit über die ebenfalls zum Erbe gehörende Herrschaft Bitsch besaß. Im Juli 1572 besetzten lothringische Truppen das Amt Lemberg, die Herrschaft Bitsch und beide gleichnamige Burgen. Da Philipp IV. der lothringischen Übermacht nicht gewachsen war, wählte er den Rechtsweg. Hieraus entwickelte sich ein 34-jähriger Rechtsstreit vor dem Reichskammergericht. Während der Besetzung von Pirmasens durch die Truppen des römisch-katholischen Herzogs Karl wurde die Kirche von protestantischen und katholischen Christen als Simultaneum parallel genutzt. Der Streit wurde schließlich durch den Nachfolger von Graf Philipp V., Graf Johann Reinhard I., durch einen Vergleich beendet. Am Ende konnte sich Lothringen hinsichtlich der Herrschaft Bitsch, deren Lehensherr der Herzog von Lothringen war, weitestgehend durchsetzen, das Amt Lemberg dagegen – und somit auch Pirmasens – wurde der Grafschaft Hanau-Lichtenberg zugesprochen. 1606 verließen die Truppen des Herzogs von Lothringen das Amt Lemberg. Der Vergleichsvertrag enthielt auch einen Passus, der den Katholiken eine freie Glaubensausübung in den Orten Eppenbrunn, Hilst, Schweix, Trulben, Kröppen und Obersteinbach garantierte.

### Dreißigjähriger Krieg
1620 waren in Pirmasens 59 Familien und etwa 235 Einwohner ansässig. 1622 erreichte der 1618 ausgebrochene Dreißigjährige Krieg auch Pirmasens: Spanier und kroatische Reiter der kaiserlichen Truppen zogen durch die Pfalz. Die Bevölkerung litt unter Einquartierungen, Brandschatzung und sonstigen Kriegslasten. Die kaiserliche Armee steckte das Dorf teilweise in Brand, auch die Kirche fiel dem Feuer zum Opfer. Nach dem Abzug der Truppen begannen die Pirmasenser mit dem Wiederaufbau. 1634 durchzogen wieder kaiserliche Truppen unter General Gallas die Pfalz und verwüsteten das Land. Sie plünderten auch die Lemberger Burg, die 1636 niedergebrannt wurde.
Nach dem Weggang des lutherischen Pfarrers Johann Georg Fiedler aus Lemberg baten die Bürger dieser Gemeinde die Herrschaft, „man möge ihnen keinen neuen Pfarrer schicken, da sie denselben nicht bezahlen könnten“. Darauf wurde der Hauptsitz der lutherischen Pfarrei von Lemberg nach Pirmasens verlegt. In den lutherischen Kirchenbüchern, die ab 1640 geführt wurden, wird auch der Schultheiß Ebert Faul genannt, der um 1635 Pirmasens verließ und sich erst 1640 wieder zurückwagte. Der Wiederaufbau der Pirmasenser Kirche wurde erst 1648 mit dem Aufhängen zweier Glocken abgeschlossen.

### Neubesiedlung
Nach dem Dreißigjährigen Krieg wurde die Dorfverwaltung reformiert. Dorfvorsteher war der von den Einwohnern gewählte Heimburger. 1657 wohnten in Pirmasens nach der Kirchenrechnung nur noch 9 Familien, etwa 40 Einwohner. Fast alle Höfe und Mühlen waren niedergebrannt und verfallen, die Felder verwildert. Dies aber bot Zuwanderern aus vom Krieg nicht oder weniger betroffenen Gebieten eine Chance: Die Bevölkerung nahm durch reformierter Schweizer, römisch-katholische Tiroler sowie Familien aus Mainfranken und Württemberg langsam wieder zu, so dass 1661 in Pirmasens 21 Familien (ungefähr 87 Einwohner) gezählt wurden. 1666 dezimierte die Pest die Bevölkerung erneut, so dass 1667 in Pirmasens nur noch 18 Familien mit etwa 74 Personen ansässig waren. Der Holländische Krieg (1672–1679) hemmte den Wiederaufbau des Landes. Um die französische Festung Landau zu entlasten und gegen kaiserliche Truppen zu verstärken, sandte Ludwig XIV. in der Zeit nach 1672 vermehrt seinen Marschall Turenne in die Pfalz, wodurch auch das Gebiet um Pirmasens wiederum verwüstet und geplündert wurde. 1677 wurde Pirmasens niedergebrannt, vier Jahre später hatte es noch 14 bewohnte Häuser (14 Familien mit ungefähr 56 Einwohnern).
Zugewanderte Zimmerleute wurden im Jahr 1683 beauftragt, das beschädigte Dach der dritten Pirmasenser Kirche in Stand zu setzen. Da zu dieser Zeit kein römisch-katholisches Kirchengebäude in Pirmasens existierte, gab es wiederholt Streitigkeiten zwischen Lutheranern und Katholiken um die Nutzung des einzig vorhandenen.
1685 trat Johann Reinhard III. die Regierung der Grafschaft Hanau-Lichtenberg an, nachdem sein Onkel, Friedrich Casimir, ohne Kinder zu hinterlassen, verstorben war. Johann Reinhard III. konnte sein Land zu neuer Blüte führen. Die Gegend um Pirmasens jedoch konnte von diesem Aufschwung zunächst nicht profitieren, da noch ein weiterer Krieg die Region erschüttern sollte.

### Verwaltungssitz und Jagdschloss
1691 wurden die Aufgaben, Rechte und Pflichten des Heimburgers und der Einwohner der Gemeinde gegenüber festgelegt. Zu dieser Zeit lebten nur noch 16 Einwohner im Dorf. Viele waren geflohen, da französische Truppen unter General Ezéchiel de Mélac im Pfälzischen Erbfolgekrieg (1688–1697) die Pfalz verwüsteten. Von der Lemberger Burg wurde auch der Teil, der nach der Zerstörung im Dreißigjährigen Krieg noch bewohnbar war, zerstört. Da nun die Burg und das Dorf ohne Bewohner waren, wurde 1697 der Amtssitz des Amtes Lemberg nach Pirmasens verlegt. Dadurch wurde das Dorf Pirmasens bedeutend aufgewertet. Das Amtshaus, die Residenz des Amtmannes, stand in der Amtsstraße, der heutigen Bahnhofstraße. Die Amtsschultheißerei Pirmasens und die Amtsschultheißerei Gersbach waren mit den ihnen zugeordneten Dörfern Untergliederungen des Amtes Lemberg. 
Nach Ende des Krieges ließen sich viele Flüchtlinge in der dünnbesiedelten Gegend um Pirmasens nieder, so dass der Ort 1698/1699 wieder 100–115 Bewohner zählte. 1713 musste die Kirche renoviert werden und es wurden einige sakrale Gemälde erworben. Erstmals wird ein Wirtshaus und der „Hirschwirth“ in Pirmasens erwähnt; zwei Jahre später sind zwei weitere Wirte hinzugekommen.
Als Liebhaber der Jagd besuchte Graf Johann Reinhard III. des Öfteren das waldreiche Amt Lemberg, dessen Forsten sein bevorzugtes Jagdrevier waren. Dazu ließ sich der Graf 1720–1725 von dem Tiroler Baumeister Leonhard Jennewein oberhalb des Dorfes Pirmasens ein geräumiges Jagdschloss als Aufenthaltsort während der Jagden bauen. Neben dem Schloss wurden unterhalb der heutigen Pirminiuskirche zwei große Höfe und Pavillons gebaut und ein Garten angelegt. Das Dorf Pirmasens um den Wedebrunnen lag wesentlich tiefer und bestand aus 21 einstöckigen und 22 zweistöckigen Häusern. 1722 hatte Pirmasens bereits ein Rathaus; 56 Familien mit etwa 245 Personen waren ansässig.
Neben der Landwirtschaft war damals die Fischzucht eine wesentliche Ernährungsgrundlage. Im Raum Pirmasens gab es insgesamt 13 Fischwooge, die alle in dem Tal an der heutigen Landauer Straße und in den Nebentälern lagen.

### Das Erbe

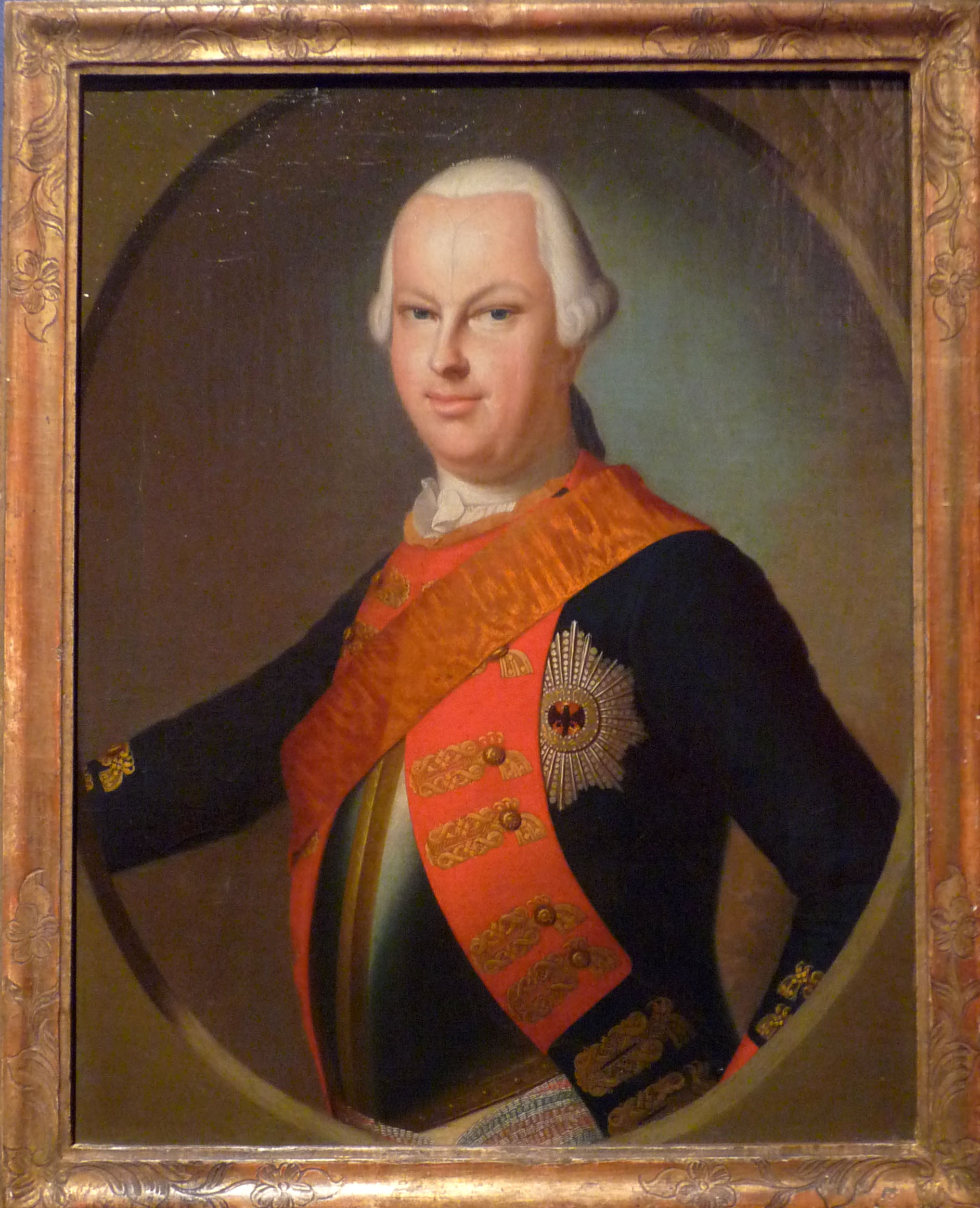
Ludwig IX. von Hessen-Darmstadt

Graf Johann Reinhard III. hatte nur eine einzige Tochter, Charlotte. Sie war mit Erbprinz Ludwig VIII. von Hessen-Darmstadt verheiratet. Ihr gemeinsamer Sohn war der spätere Landgraf Ludwig IX.
Da die im Elsass gelegenen Ämter der Grafschaft Hanau-Lichtenberg seit 1681 durch die Reunionspolitik unter der Lehenshoheit Frankreichs standen, musste der Graf von Hanau-Lichtenberg dem französischen König den Treueeid leisten. Johann Reinhard III. ließ sich durch den französischen König umgekehrt privilegieren, dieses Lehen auch auf erbberechtigte weibliche Nachkommen übertragen zu dürfen. So wurden seine Tochter (die allerdings schon 1726 verstarb) und deren Sohn erbberechtigt.
1735 kam Ludwig IX. zum ersten Mal nach Pirmasens. Als Graf Johann Reinhard III. 1736 starb, war er noch minderjährig. Aus diesem Grund wurde am Sitz der Regierung in Buchsweiler ein Regentschaftsrat bestellt. Mit seiner Volljährigkeit 1741 übernahm er selbst die Regentschaft über die Grafschaft. Im gleichen Jahr vermählte er sich mit Prinzessin Karoline von Pfalz-Zweibrücken-Birkenfeld.

## Landgrafschaft Hessen-Darmstadt

Karte von Pirmasens (um 1750)

### Garnisonsgründung
Ludwig IX. wollte über eine eigene militärische Truppe verfügen und baute eine Garnison auf. Er ließ Soldaten vor allem in der Landgrafschaft Hessen-Darmstadt anwerben und zog sie zunächst in Baerenthal im Elsass (heute in Lothringen) zusammen. Wegen der französischen Oberhoheit über die elsässischen Ämter der Grafschaft Hessen-Darmstadt durfte Ludwig in Buchsweiler keine bewaffneten Soldaten stationieren. Pirmasens lag dagegen außerhalb des Gebietes, das der französischen Oberhoheit unterlag. Zu dieser Zeit gab es in Pirmasens 20 einstöckige und 18 doppelstöckige Häuser, in denen ungefähr 200–250 Einwohner lebten. Durch die Grenadiere stieg die Einwohnerzahl verhältnismäßig schnell. Er setzte die Grenadiere nie zu kriegerischen Diensten ein, im Gegensatz zu den Landgrafen von Hessen-Kassel, die ihre Soldaten ins Ausland, wie etwa nach Amerika, vermieteten.
1742 bestand Pirmasens aus sechs Gassen:
- Pfarrgasse, benannt nach der Pfarrkirche.
- Kümmelgasse, deren Name von einer Branntweinbrennerei stammt, in der viel Kümmel verwendet wurde.
- Allmendegässel, sie führte zum Gemeindebesitz, der Allmende.
- Untergasse, die spätere Sandstraße, lag an tiefer Stelle. Bei starkem Regen wurde dort von der Höhe des Blocksbergs viel Sand angeschwemmt.
- Alte Straße, die spätere Alleestraße, lag damals außerhalb des Dorfes.
- Landstraße, die heutige Hauptstraße, war der Hauptdurchgangsweg aus Richtung Zweibrücken, lag aber nicht in der Mitte des Dorfes, sondern etwas oberhalb davon. In dieser Straße wohnten auch der Schultheiß, der Pfarrer und die hanau-lichtenbergischen Beamten des Amtes Lemberg.

Von 1757 bis 1758 ließ der Erbprinz eine Hof- und Garnisonskirche errichten, die spätere Untere Kirche und heutige Lutherkirche. Ebenfalls 1758 wurde die heutige Johanneskirche – auch Obere Kirche – für die Reformierte Gemeinde fertig gestellt und nach Johannes Calvin benannt. Dies geschah jedoch ohne Unterstützung des Landgrafen durch einen eigenen Kirchenbauverein.

### Errichtung von Mauer und Exerzierhalle

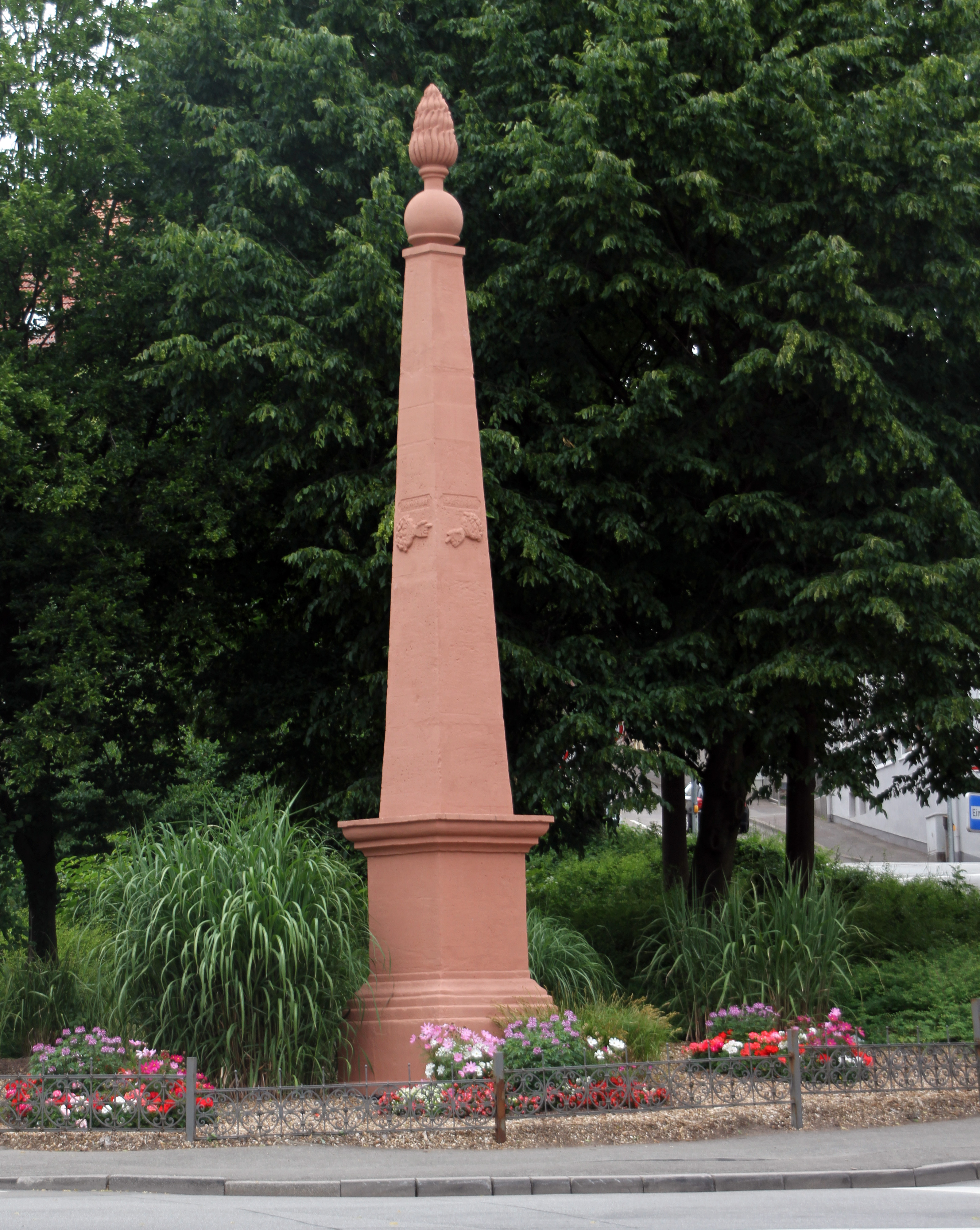
Erhaltener landgräflicher Wegweiser in der Lemberger Straße

1758 wurde Pirmasens mit einem Schanzzaun aus Schanzpfählen, sogenannten Palisaden umgeben, um das Desertieren der Grenadiere zu erschweren. Daran wurde 14 Tage in Tag- und Nachtarbeit gebaut, vom 22. August bis zum 4. September. Als der Zaun errichtet war, wurde die an ihrem inneren Rand verlaufende Straße An der Mauer benannt. Sie war die längste Straße von Pirmasens und wurde später in einzelne Straßenzüge unterteilt; ihr Verlauf kann noch rekonstruiert werden. Auf einer Karte ist das an einer Seite abgeflachte Oval klar erkennbar. Vom Zweibrücker Tor an der Wegespinne Zweibrücker-, Rodalber-, Dankelsbach-, Schloß- und Gärtnerstraße verlief der Zaun über Gärtnerstraße, Fröhnstraße, Bogenstraße, Höhstraße, Bergstraße und Dankelsbachstraße. Das Buchsweiler Tor stand am südlichen Teil des Ovals, an der Kreuzung Hauptstraße/Bergstraße. Weit vor den beiden Toren waren steinerne Wegweiser errichtet worden, wie sie noch an der Gabelung Lemberger Straße/Volksgartenstraße und an der Abzweigung Zweibrücker Straße/Hügelstraße vorhanden sind.
Für seine Grenadiere baute Ludwig Kasernen und – gegenüber seinem Schloss – im Jahr 1770 die zweitgrößte Exerzierhalle Europas; größer war nur jene des russischen Zaren in Sankt Petersburg. Auch ein Zeughaus, Ställe, Lazarette und Wachhäuser ließ er errichten. Der Landgraf erlaubte seinen Grenadieren, die er wegen ihrer Körpergröße als „lange Kerls“ bezeichnete, zu heiraten, um sie noch mehr an seine Garnison zu binden. Jeder Soldat konnte solange dienen, wie es möglich war, mindestens aber sechs Jahre. In seiner Freizeit durfte er ein Handwerk ausüben. Für besonders verdiente Soldaten baute er ein „Grenadierhäuschen“. Ab 1758 bekam jeder Grenadier, der heiraten und bauen wollte, im Amt Lemberg kostenlos einen Bauplatz, Bauholz und zwei Morgen Ödland, das er roden konnte. Auf diese Weise entstanden in Pirmasens rasch ganze Straßenzüge mit Grenadierhäusern. In der Regel waren die Grenadierhäuser einstöckig, es gab aber auch zweistöckige. 1759 war die Garnison bereits auf fünf Kompanien mit 755 Soldaten angewachsen.

### Verleihung der Stadtrechte
Erbprinz Ludwig IX. erhob am 25. August 1763, seinem Namenstag, seine Residenz zur Stadt; an diesem Tag wurde auch mit der Stadtrechtsurkunde begonnen. Als äußeres Merkmal ließ er den Palisadenzaun durch eine vier Meter hohe Steinmauer ersetzen. Hinter der Mauer wurden in regelmäßigen Abständen Wohn- und Diensthäuser für militärische Posten errichtet. Bei Tag und Nacht patrouillierten ungefähr 30 Husaren, um Ausbrecher dingfest zu machen. Im Bereich der beiden Stadttore wurde nach dem Bau der Steinmauer die Straße gepflastert. Alle anderen Haupt- und Nebenstraßen waren damals noch unbefestigt. Deren Pflasterung wollte der Erbprinz unterstützen, wenn sie von der Stadt beantragt würde, denn die Unterhaltung der Straßen und der Mauer oblag dem Stadtrat. Lediglich die Unterhaltung der Tore hatte Ludwig übernommen. Der Landgraf ermunterte die Zuwanderung von Handwerkern und Händlern, so kamen ab 1767 die ersten jüdischen Einwanderer in die Stadt.
Erst am 22. Juli 1769 – nach Fertigstellung der Urkunde – unterzeichnete Ludwig IX. die Stadtrechtsurkunde mit elf Artikeln, den Stadtprivilegien, und ernannte den ersten Bürgermeister. Die Bürgerschaft wurde von der Leibeigenschaft befreit. Beim Wegzug eines Bürgers aus der Gemeinde, der nur mit der Erlaubnis der fürstlichen Rent-Cammer erfolgen durfte, war ein Abzugsschilling zu entrichten. Die Frondienst-Pflicht blieb bestehen. Die Ernennung der acht Stadtratsmitglieder sowie des Bürgermeisters hatte sich der Erbprinz vorbehalten. Die Auswahl sollte nach amtlichem Vorschlag aus den „capabelsten Subjekten“ erfolgen. Da der Stadtrat die niederste Gerichtsinstanz wahrzunehmen hatte, sollten auch Gerichtspersonen darin vertreten sein. Zur Finanzierung städtischer Aufgaben wie der Instandhaltung der Brunnen, der Stadtmauer und des Straßenpflasters erhielt die Stadt ein Achtel des Accis (einer Verbrauchsteuer), die Einnahmen aus der Mehlwaage und das Standgeld der Märkte.
Während der Zeit Ludwigs IX. entstanden in Pirmasens einige neue Straßen, wie die Hauptstraße, die Schloßstraße und die Alleestraße. Sein Plan, zwischen Hauptstraße und Alleestraße eine breite Allee anzulegen, die schnurgerade vom Zweibrücker Tor bis zum anderen Ende der Stadt verlaufen sollte, scheiterte an Geldmangel. Neben dem Faible für seine Soldaten war Ludwig IX. eine für die damalige Zeit tolerante Persönlichkeit. Er förderte den Bau von Straßen und Schulen in der Stadt und in den Dörfern. Der Erbprinz schätzte die Würde des Menschen und dessen Rechte und widmete besondere Sorgfalt dem Schutz der Untertanen gegen Übergriffe seiner Beamten und Offiziere.

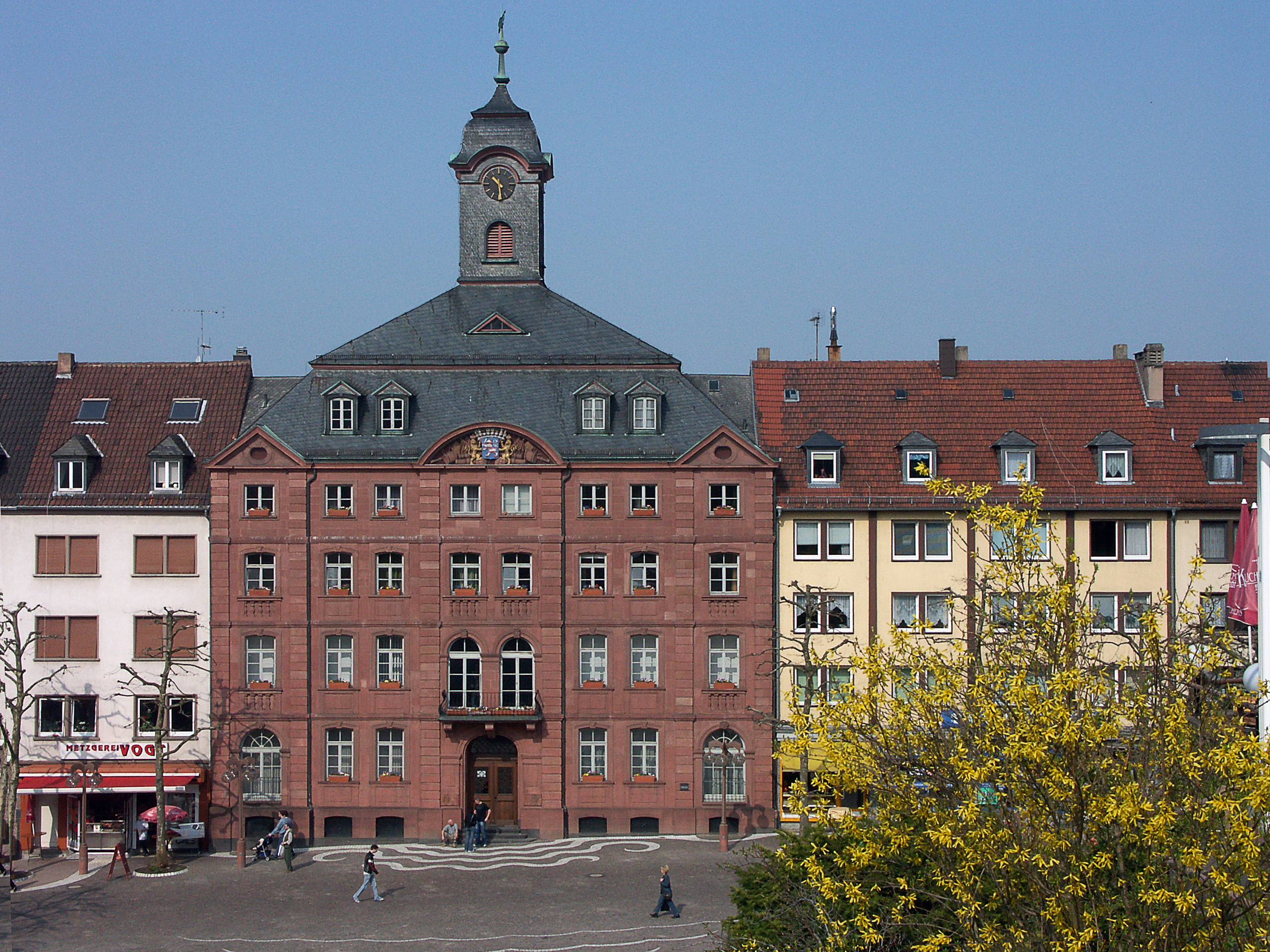
Altes Rathaus

Als deutliches Zeichen der neuen Rechte der Stadt entstand von 1770 bis 1771 das heutige „Alte Rathaus“ als aufwendiger Mansarddachbau. Dafür wurde der Tiroler Werkmeister Rochus Pfeiffer gewonnen, der Pläne des Saarbrücker Baumeisters Friedrich Joachim Stengel verwendete. Das Rathaus entstand genau gegenüber dem Schloss des Landgrafen. 1771 initiierte Ludwig die erste Lateinschule der Stadt.

### LudwigIX. als Landgraf
Im Jahre 1768 verstarb Landgraf Ludwig VIII. Sein Sohn, Erbprinz Ludwig IX., wurde Landgraf von Hessen-Darmstadt. Entgegen den Erwartungen der Darmstädter Bürger blieb der neue Herrscher in seiner Garnisonsstadt Pirmasens. Seine Ehefrau Karoline, die große Landgräfin, residierte in Darmstadt und Buchsweiler und machte nur kurze Visiten in Pirmasens. Am 30. März 1774 starb Karoline, kurz nach ihrem 53. Geburtstag, in Darmstadt. Für die mit der Stadt stark gewachsene jüdische Gemeinde, die 1772 noch fünf Familien umfasst hatte, war zunächst ein Betsaal für den Gottesdienst ausreichend. Ab 1778 plante die Gemeinde den Bau einer Synagoge für die rund 100 Juden. 1780/1781 wurde diese im Judengässel fertiggestellt und erst 1880 durch einen Neubau ersetzt.
1784 gab es in Pirmasens 1576 Soldaten, davon 240 Offiziere und 1336 Grenadiere und Unteroffiziere. Anfang 1790 bestand die Garnison aus zwei Regimentern mit insgesamt 2400 Soldaten, und es gab 51 Gassen, Straßen und Wege. In dieser Zeit hatte die Stadt 9000 Einwohner. In Darmstadt, dem offiziellen Regierungssitz, waren in dem gleichen Jahr ebenso viele Bürger registriert. Am 6. April 1790 starb der Landgraf in Pirmasens und wurde in der Lutherkirche beigesetzt. Sein Sohn Ludwig X. besuchte anlässlich der Beerdigung die Stadt und bestätigte am 24. April ihre Privilegien. Er löste jedoch noch im selben Jahr die Regimenter Erbprinz und Landgraf auf und reduzierte die Garnison auf 400 Mann; damit endete die kurze Blüte der Stadt. Die Einwohnerzahl reduzierte sich bis zum Jahresende auf etwa 5000. Am 20. Juli 1792 endete die Garnisonszeit endgültig, als auch das verbliebene Zweite Leibgrenadier-Bataillon mit 4 Kompagnien zu je 90 Mann die Stadt verließ.

## Französische Zeit
Ende 1792 erreichten die Ausläufer der Französischen Revolution das Umland der Stadt; in Obersteinbach, Eppenbrunn und Trulben wurden im November die ersten Freiheitsbäume aufgestellt. Im Februar 1793 erschien ein französischer Kommissär aus Bitsch in Begleitung bewaffneter Reiter und mehrerer hundert Revolutionsanhänger aus der Umgebung in der Stadt, der einen Freiheitsbaum aufstellen ließ und die Stadt aufforderte, sich der französischen Republik anzuschließen. Der Stadtrat lehnte die Forderung ab, auch der Freiheitsbaum verschwand kurz nach dem Abzug des Kommissärs wieder. Die hessen-darmstädtischen Gemeinden südlich von Pirmasens schlossen sich in dieser Zeit dagegen freiwillig an Frankreich an; wegen der ihnen zum Dank aus Bitsch gesandten Guillotine nannte man das Gebiet später die Hackmesserseite.
Im Frühjahr 1793 näherte sich auch der Krieg gegen das revolutionäre Frankreich der Stadt. Preußische und französische Truppen requirierten Vorräte in der gesamten Region und vergrößerten die Not der Bevölkerung, die in der Stadt Pirmasens auf eine Zahl von ungefähr 3300 sank. Im August rückten preußische Verbände unter dem Herzog von Braunschweig vor und eroberten ein französisches Lager auf dem nahen Kettrichhof. Herzog Carl August von Weimar, der mit einer Tochter Landgraf Ludwigs IX. verheiratet war, bezog als preußischer Regimentskommandeur das Schloss seines verstorbenen Schwiegervaters. Carl Augusts Bruder Constantin erkrankte in Pirmasens an der Ruhr und verstarb kurz darauf. Einen Angriff der französischen Moselarmee aus Richtung Fehrbach konnten die preußischen Truppen am 14. September in der Schlacht bei Pirmasens zurückschlagen. Die Franzosen mussten sich unter schweren Verlusten zurückziehen, während die Koalitionstruppen in der Folge ins Elsass vorstießen. Die Uneinigkeit zwischen Österreich und Preußen verhinderte jedoch, dass der Erfolg langfristig ausgenutzt wurde. Am 25. Oktober verließ Herzog Carl August die Stadt, am 22. November zogen sich die letzten preußischen Truppen in Richtung Weißenburg zurück. Bereits am 25./26. November wurde Pirmasens von französischen Truppen besetzt, die das landgräfliche Schloss plünderten und alle Besitztümer mitnahmen, die dort seit der Aufgabe der Residenz noch verblieben waren.
Die Stadt und das Linke Rheinufer fielen von 1798 bis 1814 an Frankreich (Franzosenzeit). Von der französischen Direktorialregierung wurde 1798 die Verwaltung des Linken Rheinufers nach französischem Vorbild reorganisiert. Pirmasens wurde Hauptort des Kantons Pirmasens im Departement Donnersberg. Der Friede von Lunéville legalisierte 1801 die Annexion. Pirmasens zählte in diesem Jahr 3921 Einwohner. Die katholische Gemeinde der Stadt wandte sich im Jahre 1803 in einer Bittschrift an den Mainzer Bischof Joseph Ludwig Colmar, damit er sich für sie bei Napoleon für ein eigenes Kirchengebäude einsetze. Daraufhin verfügte Napoleon Ende 1804 in einem Dekret, dass die Exerzierhalle als Geschenk an die Gemeinde fällt. Nachdem man anfangs einen Teil der Halle für die Gottesdienste benutzte, brach man sie im Jahr 1806 für einen Kirchenneubau ab. Im gleichen Jahr wurden auch das Residenzschloss und die Stadtmauer auf Abbruch verkauft. 1808 wurde die neue katholische Kirche auf den mächtigen Fundamentmauern der alten Exerzierhalle fertiggestellt und dem heiligen Antonius von Padua geweiht. Für die Jüdische Gemeinde wurde 1813 ein erster Friedhof an der Zeppelinstraße angelegt, von dem noch 95 Grabsteine erhalten sind.
Zum Jahreswechsel 1813/14 erhielt der Reichsfreiherr von und zum Stein die provisorische Leitung über die zurückeroberten linksrheinischen Gebiete.

## In Bayern

### Die Pfalz fällt an Bayern

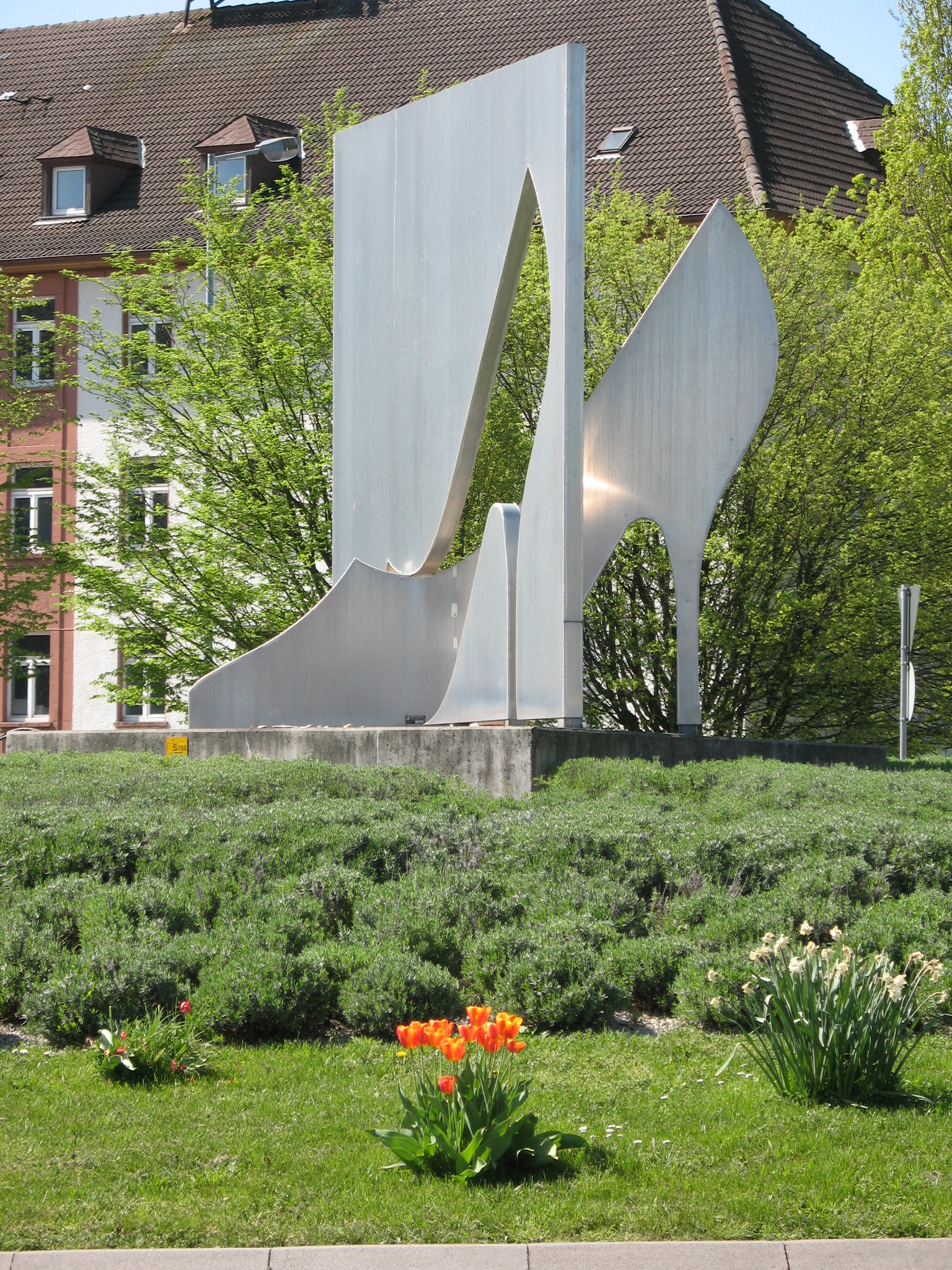
„Silberner Schuh“

Aufgrund der auf dem Wiener Kongress getroffenen Vereinbarungen kam die territorial neu festgelegte, linksrheinische Pfalz (Region) im Juni 1815 zum Kaisertum Österreich. Zwischen Österreich und Bayern wurde im Vertrag von München (1816) ein Austausch verschiedener Staatsgebiete vereinbart. Hierbei wurden die linksrheinischen österreichischen Gebiete zum 1. Mai 1816 an das Königreich Bayern abgetreten. Im Gegenzug wurden bayerische Gebiete rechts des Inn und die Stadt Salzburg an Österreich gegeben.
Speyer wurde Hauptstadt des neu errichteten Rheinkreises, Pirmasens 1818 Sitz eines Landkommissariats. In Pirmasens begann zu Anfang des 19. Jahrhunderts vor und nach Auflösung der Garnison die Entwicklung zur Industriestadt. Zunächst entstanden kleine Schuhbetriebe sowie die entsprechenden Zulieferfirmen wie Gerbereien. Die erste wesentliche Verbesserung der Verkehrsanbindung brachte 1841 nach 15 Jahren Bauzeit die Fertigstellung einer Kunststraße zwischen Landau und Zweibrücken über Pirmasens.

### Aufbau der Schuhindustrie
Nach dem Tod des Landgrafen Ludwig IX. im Jahre 1790 und der baldigen Auflösung der Garnison waren die in Pirmasens verbleibenden Grenadiere und deren Familien ohne Beschäftigung. Aus der Not heraus fertigten sie aus Resten der Uniformen Schlabbe, einfache Schuhe. Die Familien zogen umher, um die gefertigten Schuhe zu verkaufen, während die Männer zuhause neue herstellten. Mit der Zeit erwarben sich die in Pirmasens hergestellten Schuhe einen guten Ruf und es entwickelte sich eine beachtliche Schuhindustrie. Da zur Herstellung der Schuhe Leder und Werkzeug, später Maschinen, Klebstoffe und Farben benötigt wurden, musste für diese Waren eine entsprechende Infrastruktur aufgebaut werden. Damals entstanden Firmen wie Kömmerling als Lieferanten für die notwendige Schuhchemie.
Die zunehmende Industrialisierung im 19. Jahrhundert begünstigte den Aufbau von Großbetrieben; aus kleinen Familienbetrieben entstanden Schuhfabriken wie Neuffer, Rheinberger und die noch existierende Firma Peter Kaiser. Auch in der näheren Umgebung, wie z. B. in Waldfischbach oder Hauenstein entwickelten sich Großbetriebe wie Mattil und Seibel.
Als am 25. August 1863 das hundertjährige Bestehen der Stadt unter Bürgermeister Gustav Diehl gefeiert wurde, zählte Pirmasens wieder 7097 Einwohner.

### Industrialisierung und Veränderungen im 19. Jahrhundert
Zum Ende des Jahres 1875 erfolgte der Anschluss an das Eisenbahnnetz mit einer Stichstrecke, die von der Verbindung Landau–Zweibrücken abzweigte, und der erste Pirmasenser Bahnhof wurde am nördlichen Stadtrand mit einem recht kleinen Empfangsgebäude eröffnet. Ab 1876 schuf der deutsch-britische Ingenieur und Unternehmer Adolf Friedrich Lindemann mit der „Pirmasens Water Company“ ein modernes Trinkwassernetz. Im selben Jahr begann die jüdische Gemeinde damit, ihre Verstorbenen auf dem Alten Friedhof beizusetzen. 1880 ersetzte ein Neubau der Synagoge im Judengässel das alte Gebäude von 1780/1781.
Zwischen 1863 und 1896 vervierfachte sich die Einwohnerzahl der Schuhmetropole auf 30.194. Damit die schulische Infrastruktur den stark gestiegenen Schülerzahlen gerecht werden konnte, errichtete man in den nächsten Jahrzehnten zahlreiche Neubauten. Als erstes neues Schulgebäude seit über 100 Jahren wurde von 1878 bis 1879 die Exerzierplatzschule mit 24 Lehrsälen und einer Turnhalle durch den Stadtbauschaffner M. Elle auf dem Exerzierplatz erbaut – das spätere Neue Rathaus. Schon 1886/1887 folgte die Germaniaschule auf dem Matzenberg, hinzu kamen 1892 die Oberrealschule in der Luisenstraße, 1895/96 das Luitpoldschulhaus auf dem Nagelschmiedsberg, um 1900 das Kaiserschulhaus am Landauer Tor und 1904/1905 die Horebschule. Die seit 1860 bestehende Jüdische Volksschule war zuerst auf dem Synagogengelände untergebracht, zog ungefähr 1878 in die neu errichtete Exerzierplatzschule und befand sich ab 1894 im Schulhaus am Matzenberg.

### Ende der Gründerzeit

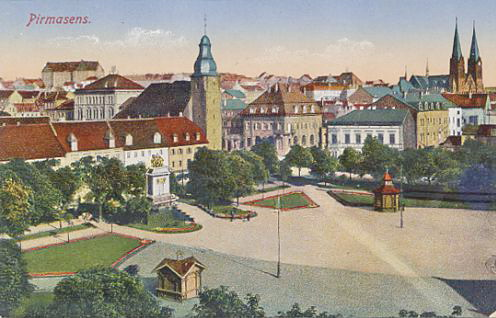
Ansicht der Stadt um 1910

Im Jahr 1905 holte der Stadtrat Otto Strobel aus Bayreuth und wählte diesen zum ersten hauptamtlichen Bürgermeister. Strobel erkannte die Bedeutung der Schuhindustrie für die Gemeinde und sorgte für Schaffung einer besseren Infrastruktur. So veranlasste er 1907 den Bau eines Elektrizitätswerkes an der Biebermühle sowie der „höheren Mädchenschule“ in der Alleestraße (heutige Realschule) und 1911 die Einrichtung einer Filiale der Königlich Bayerischen Bank in der Stadt. Bis 1913 wurde die Biebermühlbahn Richtung Kaiserslautern vervollständigt. Zu Beginn des Ersten Weltkriegs existierten in der Stadt Pirmasens 240 Schuhfabriken mit 14.000 Beschäftigten.

### Erster Weltkrieg
Im Ersten Weltkrieg wurde Pirmasens aufgrund der Nähe zur französischen Grenze 1915 zur Garnisonsstadt. 1916 erfolgten die ersten Luftangriffe auf die Stadt. Wie fast überall in Deutschland wurden 1917 die meisten Kirchenglocken eingeschmolzen. Am 30. Oktober 1917 wurde die Stadt erneut Ziel eines Luftangriffs.
Am 26. Januar 1918 gründeten auf Initiative Strobels einige Unternehmer der Stadt die Bauhilfe Pirmasens, um billigen Wohnraum für die Fabrikarbeiter zu schaffen.

### Weimarer Republik und Separatismus
Nach dem Ersten Weltkrieg waren die linksrheinischen Gebiete der Pfalz französisch besetzt. Neben der als demütigend empfundenen Besetzung litt Pirmasens wirtschaftlich unter dem Verlust der Absatzmärkte Elsass-Lothringens und des Saargebiets. Zudem herrschte bis 1923 eine andauernd hohe Inflation, und der Handel wurde durch eine Zollgrenze am Rhein erschwert. Innerhalb der Pfalz besaß Pirmasens die schärfsten sozialen Gegensätze und die größten wirtschaftlichen Strukturprobleme. Der aller größte Anteil der Bevölkerung arbeitete in der Schuhindustrie und den davon abhängigen Branchen Maschinenbau und Ledererzeugung. Politisch kam es zu einem starken Gegensatz von Links und Rechts. Stärkste Kraft waren in den 1920er Jahren meist die Sozialdemokraten, während auch die KPD eine starke Präsenz hatte und es sich bereits 1922 eine Ortsgruppe der NSDAP bildete.

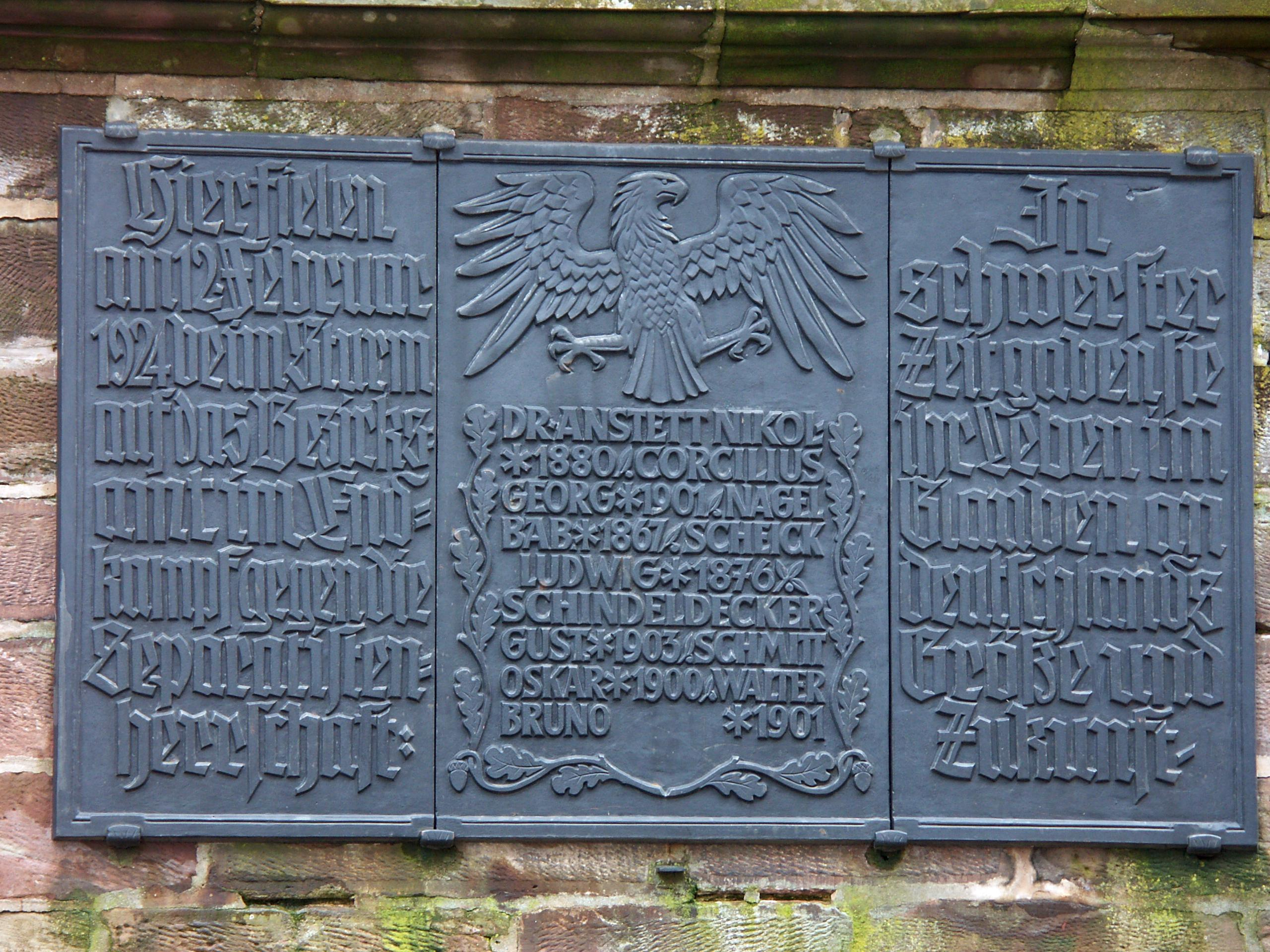
Gedenktafel zum 12. Februar 1924

Im Zuge der wirtschaftlichen Schwierigkeiten, der Inflation und der politischen Abkopplung vom Rest des Reichs bekamen Ideen Auftrieb, die Pfalz endgültig von Bayern zu lösen. Auch die französischen Besatzer förderten solche Bestrebungen. Gleichzeitig war Pirmasens eine pfälzische Hochburg des passiven Widerstands gegen die französische Ruhrbesetzung. Weil sich die Stadtverwaltung unter Oberbürgermeister Strobel, der auch Vorsitzender des Pfälzischen Kreistags war, hartnäckig weigerte, die Anordnungen der französischen Besatzer zu veröffentlichen, wurden im Februar 1923 erst er und dann sein Stellvertreter von den Franzosen verhaftet. Eine Protestkundgebung mehrerer tausend Bürger gegen die Verhaftungen blieb vergeblich. Die Stimmung in der Bevölkerung war gegenüber den Franzosen sehr feindlich aufgeladen, aber es fiel ihr immer schwerer, die sozialen Auswirkungen der Hyperinflation und der Arbeitsniederlegungen im Zuge des passiven Widerstands durchzuhalten.
Im November 1923 besetzen pfälzische Separatisten Pirmasens und versuchten, dauerhaft in der Stadt Fuß zu fassen. Ihre Herrschaft wurde in einem Vergeltungsakt am 12. Februar 1924 blutig beendet, als das politische Ende der Autonomen Pfalz bereits weitgehend beschlossen war. Aus einer Protestkundgebung von Bürgern heraus führte der von der bayerischen Separatistenabwehrstelle August Eberleins unterstützte Bankbote Albert Gießler eine bewaffnete Gruppe zum Sturm auf das Bezirksamt, den Sitzes der separatistischen Stadtregierung. Nach Verlusten auf beiden Seiten kam es zum Lynchmord am lokalen Separatistenführer Albert Schwaab und den im Gebäude verbliebenen Separatisten. Die Gedenktafel (siehe Bild) ist in der Nazizeit entstanden, was sich in der Wortwahl niedergeschlagen hat. Gedacht wird nur der Opfer auf Seiten der Bürger bzw. Angreifer. Sie wurde nach dem Zweiten Weltkrieg von der Besatzungsmacht entfernt und in den 1960er Jahren nach einem umstrittenen Stadtratsbeschluss wieder aufgehängt, nachdem das Hakenkreuz entfernt worden war.
1924 wurde der Waldfriedhof außerhalb der Stadt angelegt, als Ersatz für den vollständig belegten und nicht mehr erweiterbaren Alten Friedhof. 1925 zählte die Stadt 42.996 Einwohner.

### Aufstieg des Nationalsozialismus und Judenverfolgung in Pirmasens
In den zwanziger Jahren waren 800 der 40.000 Pirmasenser jüdischen Glaubens. Die Jüdische Volksschule befand sich spätestens ab 1921 im Schulhaus am Nagelschmiedsberg. Parallel war die 1922 gegründete Ortsgruppe der NSDAP im Jahr 1924 schon die größte der Pfalz. Ortsgruppenleiter Richard Mann und Gauleiter Josef Bürckel aus Rodalben waren zumindest regional einflussreiche Parteifunktionäre. Mit dem „Eisenhammer“ wurde in Pirmasens ein nationalsozialistisches Kampfblatt verlegt.
Obwohl jüdische Verbände mehrfach Parteiveranstaltungen störten, konnten sie Wahlerfolge der Nazis nicht verhindern. Während sie bei den Reichstagswahlen im Mai 1924 insgesamt noch unter sechs Prozent blieben, stimmten 23 % der Pirmasenser und 26 % der Zweibrücker Wähler für die Nationalsozialistische Freiheitspartei, eine Ersatzorganisation der damals verbotenen NSDAP. Es etablierte sich in dieser Zeit ein zunehmend judenfeindliches Klima. Ab 1927 gab es im neuen Waldfriedhof einen jüdischen Teil, welcher den jüdischen Teil des Alten Friedhofs ersetzte. Joseph Goebbels sprach 1928 in Pirmasens, ebenso Julius Streicher, der Herausgeber des Hetzblattes „Der Stürmer“. 1929 marschierten NSDAP-Mitglieder mit Schildern wie „Die Juden sind unser Unglück“ durch die Straßen oder riefen „Juda verrecke“, ohne dass dagegen etwas unternommen wurde, wie der Synagogenrat in einem offenen Brief an die Bevölkerung kritisierte. 1930 stieg das Wahlergebnis in Pirmasens auf 38 %, 1933 auf 50 %. 1932 sprach Adolf Hitler auf einem Festplatz an der Winzler Straße vor 60.000 Menschen. Aufklärerische Schriften des Deutschen Widerstandes gegen den Nationalsozialismus konnte aufgrund der geringen Auflage und Verbreitung hingegen nur sehr wenige Menschen erreichen. In Pirmasens bestand 1933 ein Ableger der in Berlin bereits 1932 gegründeten linkssozialistischen Widerstandsgruppe Roter Stoßtrupp. Angeführt wurde die Ortsgruppe von Arthur Schweitzer und seiner damaligen Verlobten Elfriede Zimmermann. Der Gestapo gelang bereits Ende 1933 durch ca. ein Dutzend Festnahmen die Zerschlagung der Ortsgruppe.
Im März 1933 kam es zu ersten Gewaltakten gegen Juden. So wurden die Schaufensterscheiben der Kaufhäuser Baer und Katz zerstört. Weitere Läden wie das Schuhgeschäft Dreyfus und der Kaufmannsladen Görlich nahmen Schaden. Während die NSDAP diese Taten zunächst öffentlich missbilligte, wurde am 1. April 1933 ein reichsweiter Boykott jüdischer Geschäfte, Praxen und Kanzleien erlassen. Die Bevölkerung wurde anfangs von aufmarschierten SA-Männern veranlasst, den Boykott zu beherzigen. Gauleiter Bürkel musste allerdings 1934 seine Parteifreunde ermahnen, ihre Frauen an den Boykott zu erinnern.
Zwischen 1933 und Januar 1936 verließen 67 jüdische Bewohner wegen des zunehmenden Drucks auf Juden in Deutschland Pirmasens, meist in Richtung USA, Frankreich oder Israel. 1937 wohnten noch 444 Juden in Pirmasens. Am 5. November 1938 fand der letzte Gottesdienst statt, vier Tage später wurden die Synagoge und viele jüdische Geschäfte und Wohnungen während der Novemberpogrome zerstört: Gestapo, SS und Nationalsozialisten haben die Fenster aufgebrochen und das seit 1780 als jüdischer Betraum genutzte Gebäude mittels Benzin niedergebrannt. Die angerückte Feuerwehr schützte lediglich die Nachbargebäude. In derselben Nacht wurden alle männlichen Juden am Volksgarten zusammen getrieben und schließlich über die französische Grenze geschafft, jedoch von den dortigen Behörden zurückgeschickt. Daraufhin wurden 82 Juden ins Konzentrationslager Dachau transportiert und erst Wochen später wieder freigelassen. Eine Gedenktafel in der Synagogengasse erinnert heute an die Pogromnacht in Pirmasens.
1938 wurde auch die zwangsweise Übereignung jüdischer Geschäfte an Nichtjuden abgeschlossen, zumeist weit unter Wert, was oft den Ruin der Betroffenen bedeutete. Einige jüdische Pirmasenser wählten wegen des fortwährenden Unrechts den Freitod.
Als am 1. September 1939 die Pirmasenser evakuiert wurden, um den Krieg mit Frankreich vorzubereiten, waren noch 200 Juden dabei. Viele konnten nicht zurückkehren, sondern wurden in Vernichtungslager und Ghettos deportiert, wo sie meist ermordet wurden. Nur 65 kehrten im Sommer 1940 nochmals heim und wurden im Oktober ins Konzentrationslager Gurs verschleppt. Die meisten von ihnen starben schon auf dem Transport, in Gurs, oder später im Konzentrationslager Auschwitz.
82 jüdische Männer wurden während der Jahre 1933–1945 direkt aus Pirmasens in ein Konzentrationslager verschleppt. 116 Juden kamen in der Zeit von 1933 bis 1945 in der Stadt ums Leben.
Der jüdische Teil des Alten Friedhofs wurde in der NS-Zeit fast völlig zerstört; es sind lediglich 17 Grabsteine erhalten, ein Gedenkstein wurde errichtet.

### Zweiter Weltkrieg
Nach dem Ausbruch des Zweiten Weltkriegs mit dem deutschen Überfall auf Polen am 1. September 1939 ordnete die NS-Führung eine Räumung der Roten Zone entlang des Westwalls in Erwartung eines französischen Angriffs an. Die Pirmasenser Bevölkerung wurde über den Rhein evakuiert und kam größtenteils in Franken unter. Während des folgenden Sitzkrieges kam es zu keinen Kampfhandlungen an der Grenze zu Frankreich. Nach dem deutschen Sieg im Westfeldzug und der Besetzung Frankreichs konnten die Stadtbewohner zurückkehren.
Durch seine westliche Lage lag Pirmasens früh in der Reichweite alliierter Flugzeuge. Zwischen 1940 und 1945 kam es zu insgesamt 66 Luftangriffen, darunter 51 Jagdbomberangriffe. Überwiegend waren es kleinere Angriffe auf lokal begrenzte Ziele wie den Bahnhof, den Güterbahnhof, Kasernen oder Flakstellungen im Außenbereich der Stadt. Bei zwei Großangriffen am 9. August 1944 und dem 15. März 1945 wurden zwei Drittel der Wohnbebauung zerstört, darunter neun Zehntel des Stadtzentrums. Vor dem zweiten schweren Angriff waren größere Teile der Bevölkerung bereits erneut evakuiert worden. Durch den kampflosen Abzug der Wehrmachtssoldaten und den folgenden Einmarsch amerikanischer Truppen am 22. März war der Krieg für die Bevölkerung vorbei.

## Nachkriegszeit und Rheinland-Pfalz
Pirmasens gehörte bis zur Gründung der Bundesrepublik Deutschland zur Französischen Besatzungszone, allerdings war überwiegend US-Militär stationiert. Die Stadt wurde nach dem Einzug der amerikanischen Truppen provisorisch durch den Bürgermeister Helmut Stempel regiert, der seit der Zeit Otto Strobels Mitglied der Stadtverwaltung war und diese bereits während der Separatistenherrschaft 1923/24 vorübergehend geleitet hatte. Am 23. Juni 1945 setzte die amerikanische Militärregierung Jakob Schunk kommissarisch als neuen Oberbürgermeister ein.
1946 wurde Pirmasens Teil von Rheinland-Pfalz. 1950 lebten in Pirmasens 49.676 Menschen.

### Die Schuhindustrie nach 1945
Als nach dem Zweiten Weltkrieg ein Großteil der Innenstadt nach zwei Luftangriffen zerstört war, wurden die Fabriken wieder aufgebaut und teilweise vergrößert. 1970 arbeiteten 22.000 Menschen in der Schuhindustrie. In den Jahren nach 1970 wurde die Produktion vieler Firmen ins Ausland verlagert, während die Modellentwicklung und Verwaltung in Pirmasens verblieb. Nach und nach jedoch mussten immer mehr Betriebe schließen, da die Produktion zunächst in Deutschland und später auch in Ländern wie Spanien und Portugal oder in Osteuropa durch die große Entfernung nicht mehr rentabel war.
Derzeit arbeiten noch etwa 1200 Personen für Schuhbetriebe, davon allein 500 bei Peter Kaiser. Auch der größte Arbeitgeber in der Stadt, die 1897 gegründete Firma Kömmerling (profine GmbH) entstand als Zulieferbetrieb für die Schuhindustrie. Eine der ehemaligen Schuhfabriken wurde in einen Gewerbepark Neuffer am Park umgewandelt; in einer weiteren (Bleiching) ist seit vielen Jahren ein Teil des Finanzamts untergebracht. Bei der ehemals größten Schuhfabrik Europas, Rheinberger, war der Umbauprozess zum Dienstleistungszentrum und Science-Center Dynamikum 2008 abgeschlossen.

### Amerikanische Streitkräfte (1946–1997)

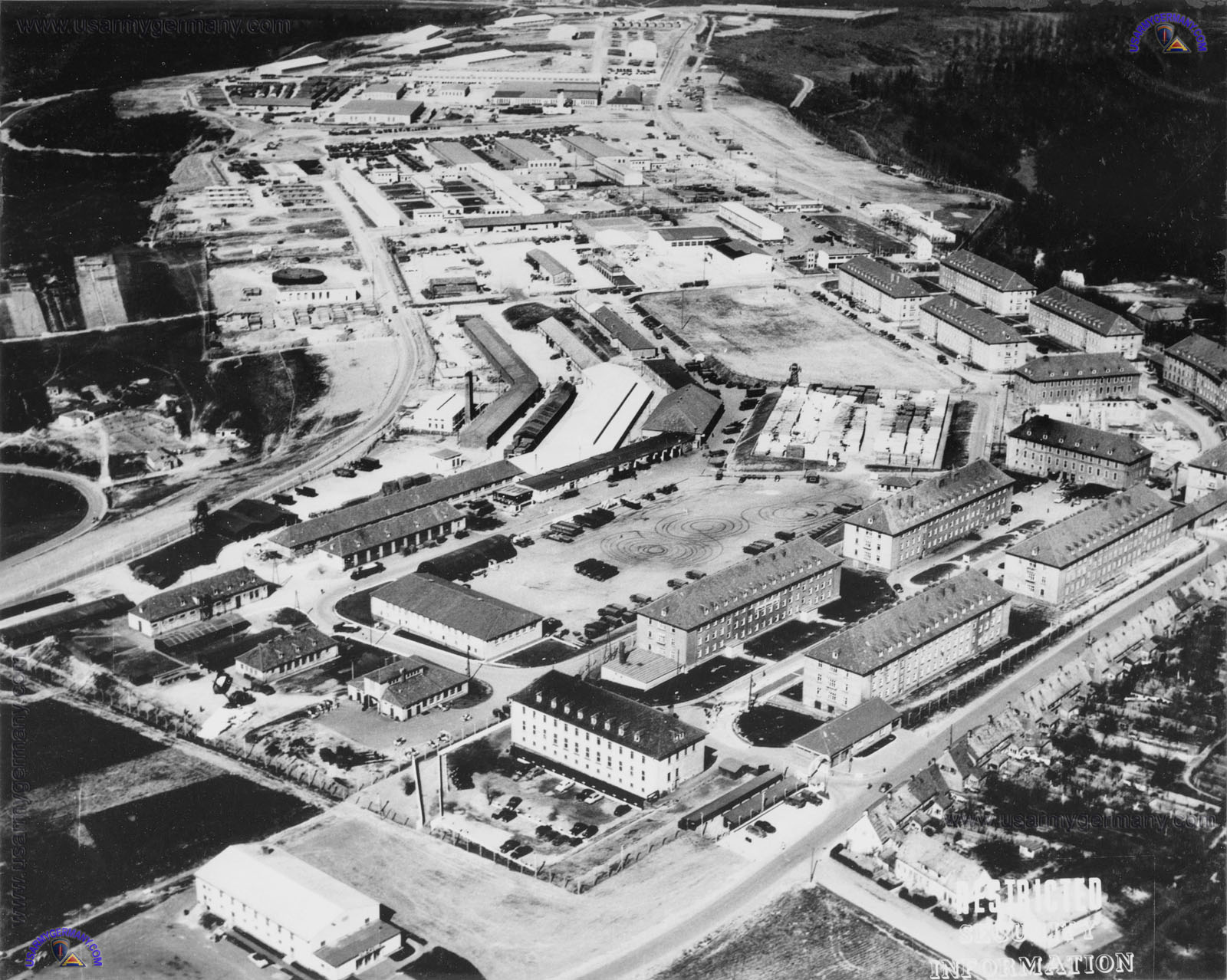
Das Militärgelände auf der Husterhöhe

Rund um Pirmasens sowie im Landkreis Südwestpfalz gab es mehr als 20 Stollenanlagen, die im Zweiten Weltkrieg von der Wehrmacht errichtet und danach von der US Army zu Lagerzwecken verwendet wurden. In den Stollen wurden größtenteils sogenannte „C-Rationen“ sowie später „MREs“ (Meal, Ready-to-Eat) gelagert, jedoch auch Sanitätsmaterialien sowie Fahrzeug-Ersatzteile. Im hinteren Bereich der Husterhöhe wurde in den 1980er Jahren ein POMCUS-Depot (Prepositioning Of Materiel Configured in Unit Sets) errichtet, wo in vollklimatisierten Lagerhallen Panzer und sonstige Fahrzeuge für REFORGER-Truppen gelagert wurden. Diese Hallen wurden nach dem Abzug der US Army 1997 von der Bundeswehr übernommen, heute befindet sich dort das „Zentrale Langzeitlager Pirmasens“.
Die Husterhöh-Kaserne war Teil der Pirmasens Military Community (PMC). Im Jahr 1995 umfasste die PMC eine Fläche von 4.629 Acres (≈1.875 Hektar) mit 17 Standorten, neben Pirmasens Böllenborn, Dahn, Fischbach bei Dahn, Höhmühlbach, Leimen, Lemberg, Merzalben, Münchweiler, Ruppertsweiler, Schmalenberg, Schopp, Spirkelbach und Wilgartswiesen. Die Community bot Wohnungen, Geschäfte, Schulen und sonstige unterstützende Einrichtungen für etwa 6.000 Amerikaner; insgesamt waren 1995 exakt 8.881 Amerikaner und Deutsche beschäftigt.
Nach dem fast vollständigen Abzug der Amerikaner aus Pirmasens erhielt der Bund im Jahr 1997 das Gelände zurück.

### Neuere Geschichte
Seit 20. Oktober 1956 zählt das vorher zur Gemeinde Lemberg gehörige Dorf Ruhbank nach einer Bürgerbefragung zur Stadt Pirmasens. Im Zuge der rheinland-pfälzischen Verwaltungsreform wurden am 7. Juni 1969 die Gemeinden Erlenbrunn, Fehrbach, Hengsberg, Niedersimten und Winzeln eingemeindet, am 22. April 1972 die Gemeinden Gersbach und Windsberg. Der Standort Pirmasens der Fachhochschule Kaiserslautern wurde 1989 gegründet. In der zum Dienstleistungszentrum Rheinberger umgebauten ehemaligen Schuhfabrik wurde im April 2008 das erste rheinland-pfälzische Science Center Dynamikum eröffnet. 2013 waren Umbau und Sanierung der Alten Post, des lange leerstehenden ersten Postamts der Stadt aus der Gründerzeit, zu einem Kulturforum abgeschlossen; im Januar 2014 fand die offizielle Eröffnung durch Landesinnenminister Roger Lewentz statt.